# La Bastide-Clairence
La Bastide-Clairence (baskisch Bastida) ist eine französische Gemeinde mit 987 Einwohnern (Stand 1. Januar 2022) im Département Pyrénées-Atlantiques in der Region Nouvelle-Aquitaine. Sie gehört zum Arrondissement Bayonne und zum Kanton Pays de Bidache, Amikuze et Ostibarre (bis 2015: La Bastide-Clairence).
Die im Jahre 1288 als mittelalterliche Planstadt gegründete Bastide ist als eines der Plus beaux villages de France (Schönste Dörfer Frankreichs) klassifiziert.

## Geografie
Der Ort liegt im französischen Baskenland in der historischen Provinz Basse-Navarre in einer sehr wasserreichen Gegend am Fluss Joyeuse (auch Aran genannt) 42 Kilometer östlich von Hendaye. Nachbargemeinden sind Bardos im Norden, Hasparren im Westen, Ayherre im Süden und Orègue im Osten.

## Bevölkerungsentwicklung
| Jahr      | 1962 | 1968 | 1975 | 1982 | 1990 | 1999 | 2007 | 2013 |
| Einwohner | 862  | 821  | 844  | 759  | 852  | 881  | 972  | 1016 |

## Sehenswürdigkeiten
- Kirche Notre-Dame de l’Assomption (14. Jahrhundert)
- Jüdischer Friedhof aus dem 17. Jahrhundert

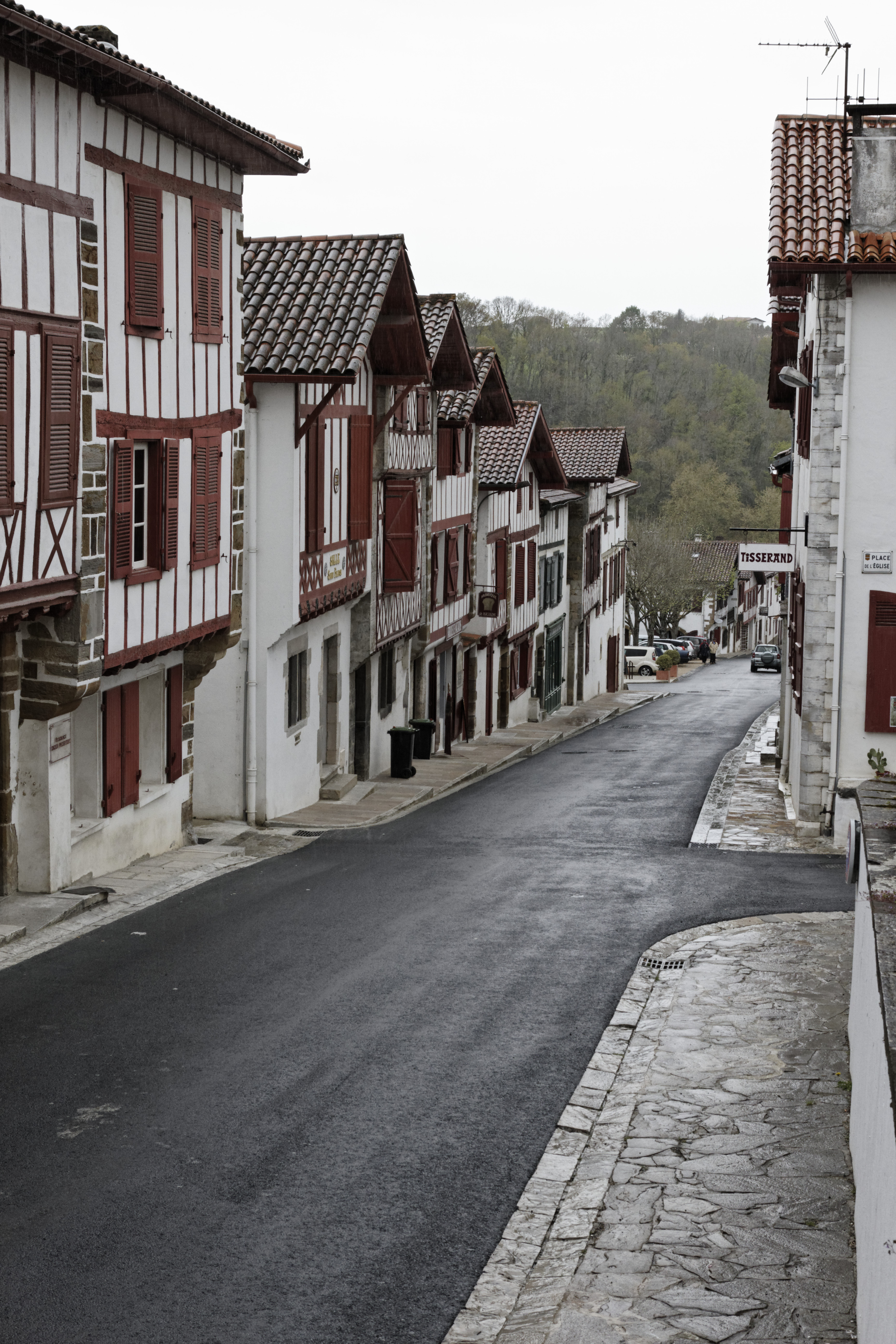
Straßenzug in der Bastide
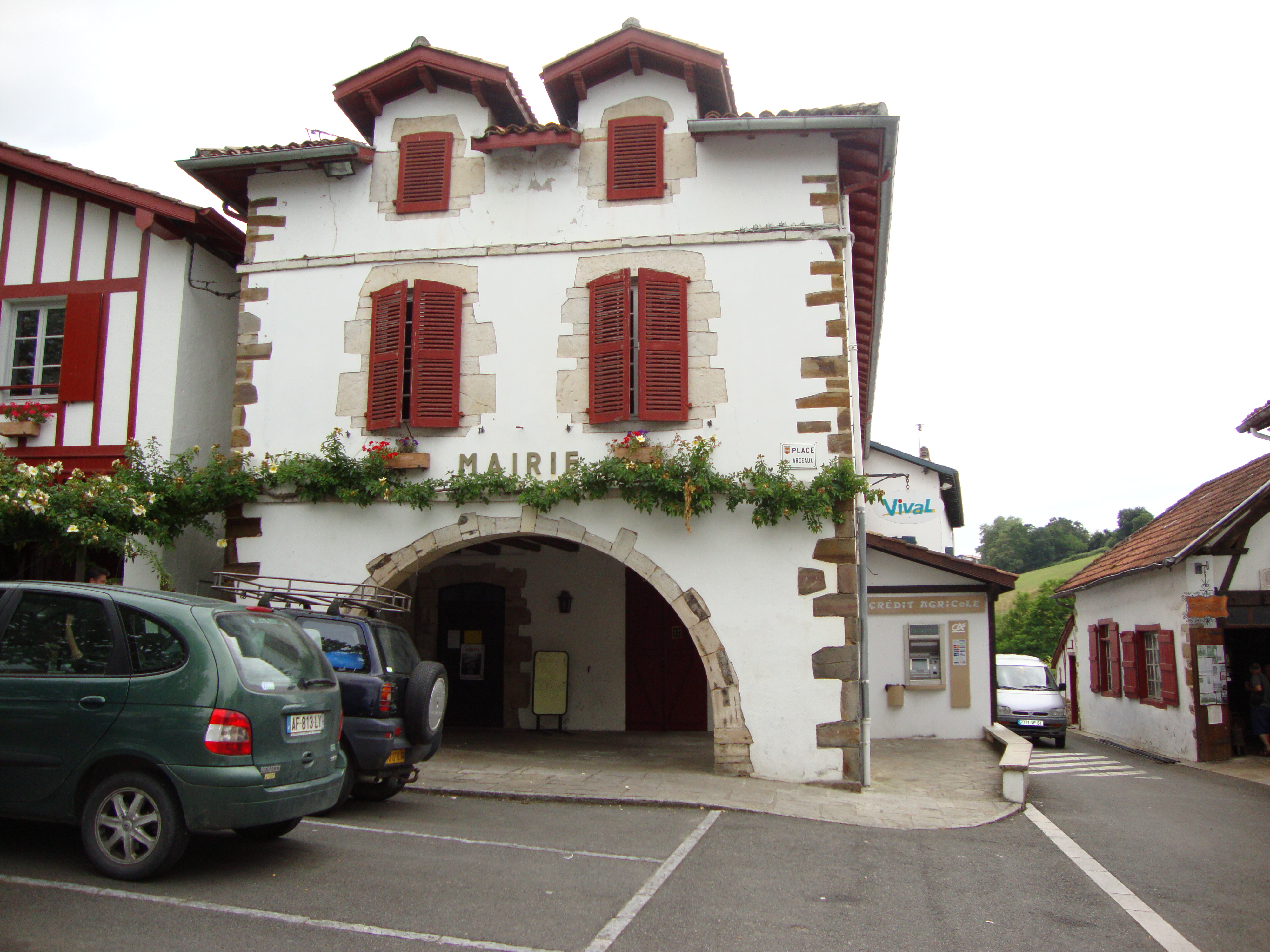
Mairie
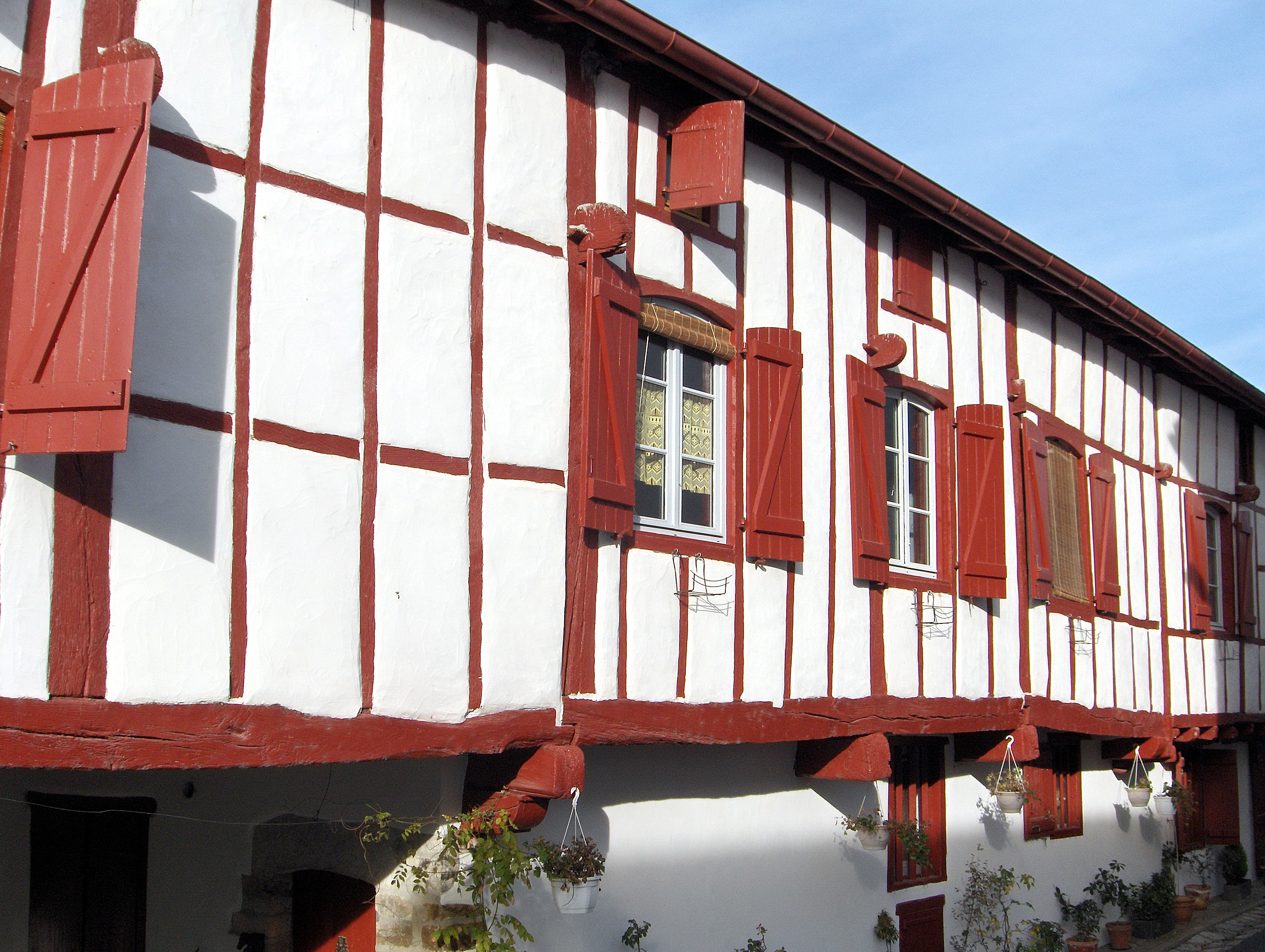
Fachwerkhaus
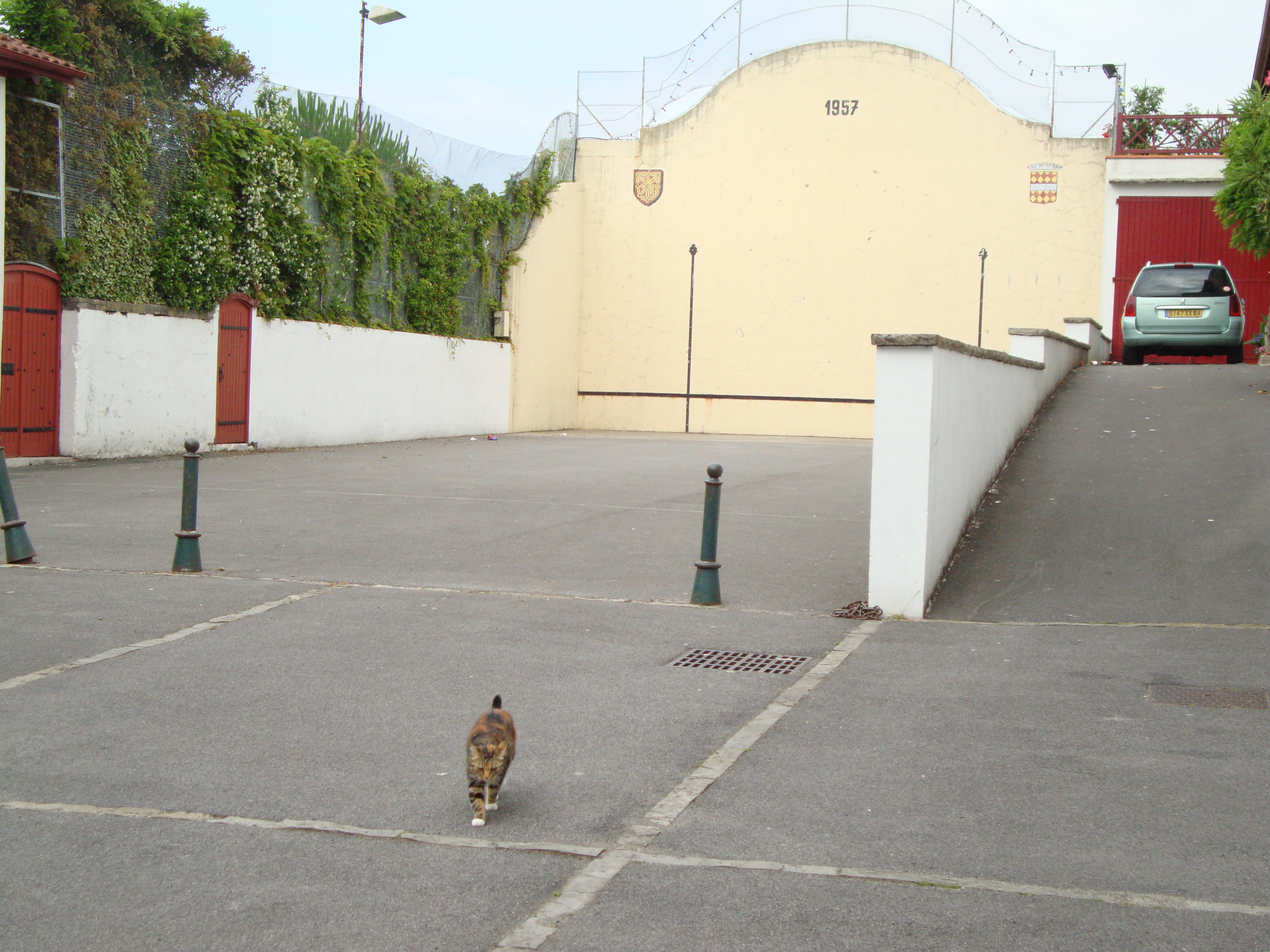
Frontón

## Persönlichkeiten
Der französische Diplomat Bertrand Dufourcq (1933–2019) wurde im Ort beigesetzt.